# ほんじゃまたMUSIC
『ほんじゃまたMUSIC』（ほんじゃまたミュージック）は、2014年3月28日まで青森放送ラジオで放送されていた音楽番組である。2013年7月1日からは毎週月曜・水曜・木曜・金曜 18:16 - 18:25 （日本標準時）に放送されていた。

## 概要
毎週1組のミュージシャンを1週間かけて紹介していたミニ番組で、青森放送アナウンサーの青山英次がパーソナリティを務めていた。紹介内容は主にミュージシャンのプロフィールと彼らのアルバム収録曲で、曲は1日につき1 - 2曲ずつ掛けていた。時折、青山がミュージシャン本人にインタビューをすることもあった。
後継番組は『ハニーなラジオ』。